# Избори за председника Хрватске 2005.
Избори за председника Хрватске 2005. су четврти председнички избори од независности Хрватске. Председник од 2000. до 2005. године Стјепан Месић ишао је у реизбор. Избори су били организовани у два круга. Први круг је био 2. јануара 2005. из којег су у други круг прошли Стјепан Месић и Јадранка Косор (ХДЗ), а други 16. јануара 2005. године. У други мандат за председника изабран је Стјепан Месић.

## Први круг
Кандидатуру Стјепана Месића за други председнички мандат подржали су: Социјалдемократска партија, Хрватска сељачка странка, Хрватска народна странка, Истарски демократски сабор, Либерални демократи, Либерална странка, Приморско горански савез и Странка демократске акције Хрватске.
Резултати првог круга објављени су 9. јануара на којима је утврђено да је гласало 2.227.073 (50,57%) од укупно 4.403.933 бирача. Неважећих листића било је 20.269 (0,91%).
| Бр. | Кандидат          | Странка                               | Гласови   | %     |
| --- | ----------------- | ------------------------------------- | --------- | ----- |
| 1   | Ђурђа Адлешић     | Хрватска социјално-либерална странка  | 59.725    | 2,68  |
| 2   | Мирослав Блажевић | Странка хрватских бранитеља           | 17.847    | 0,80  |
| 3   | Љубо Ћесић        | Независни                             | 41.216    | 1,85  |
| 4   | Младен Кешер      | Независни                             | 7.056     | 0,32  |
| 5   | Јадранка Косор    | Хрватска демократска заједница        | 452.218   | 20,31 |
| 6   | Дорис Кошта       | Независни                             | 8.271     | 0,37  |
| 7   | Анто Ковачевић    | Хрватска хришћанска демократска унија | 19.145    | 0,86  |
| 8   | Славен Летица     | Хрватска странка права                | 57.748    | 2,59  |
| 9   | Стјепан Месић     | Независни                             | 1.089.398 | 48,92 |
| 10  | Борис Микшић      | Независни                             | 396.093   | 17,79 |
| 11  | Ивић Пашалић      | Хрватски блок                         | 40.637    | 1,82  |
| 12  | Томислав Петрак   | Хрватска пучка странка                | 2.614     | 0,12  |
| 13  | Мирослав Рајх     | Хрватска странка младих               | 14.766    | 0,66  |

Иако је Стјепан Месић добио преко 50% гласова бирача из Хрватске, заједно са гласовима изван Републике Хрватске постотни удео Месићевих добијених гласова је пао испод 50%, те се ради тога морало ићи у други круг.

## Други круг
Гласање је одржано 16. јануара 2005. године, а званични резултати објављени 31. јануара. Гласало је 2.241.760 (51,04%) бирача. Неважећих листића било је 35.617 (1,59%).
| Бр. | Кандидат       | Странка                        | Гласови   | %      |
| --- | -------------- | ------------------------------ | --------- | ------ |
| 1   | Јадранка Косор | Хрватска демократска заједница | 751.692   | 34,07% |
| 2   | Стјепан Месић  | Независни                      | 1.454.451 | 65,93% |

| Други круг председничких избора‍ | Други круг председничких избора‍ | Други круг председничких избора‍ | Други круг председничких избора‍ | Други круг председничких избора‍ |
| ------------------------------- | ------------------------------- | ------------------------------- | ------------------------------- | ------------------------------- |
|                                 |                                 |                                 |                                 |                                 |
| Стјепан Месић                   | Стјепан Месић                   |                                 | 0                               | 65,93%                          |
| Јадранка Косор                  | Јадранка Косор                  |                                 | 0                               | 34,07%                          |
| Неважећи                        | Неважећи                        |                                 | 0                               | 1,59%                           |